# Barette aquitaine
Pour les articles homonymes, voir Barette.

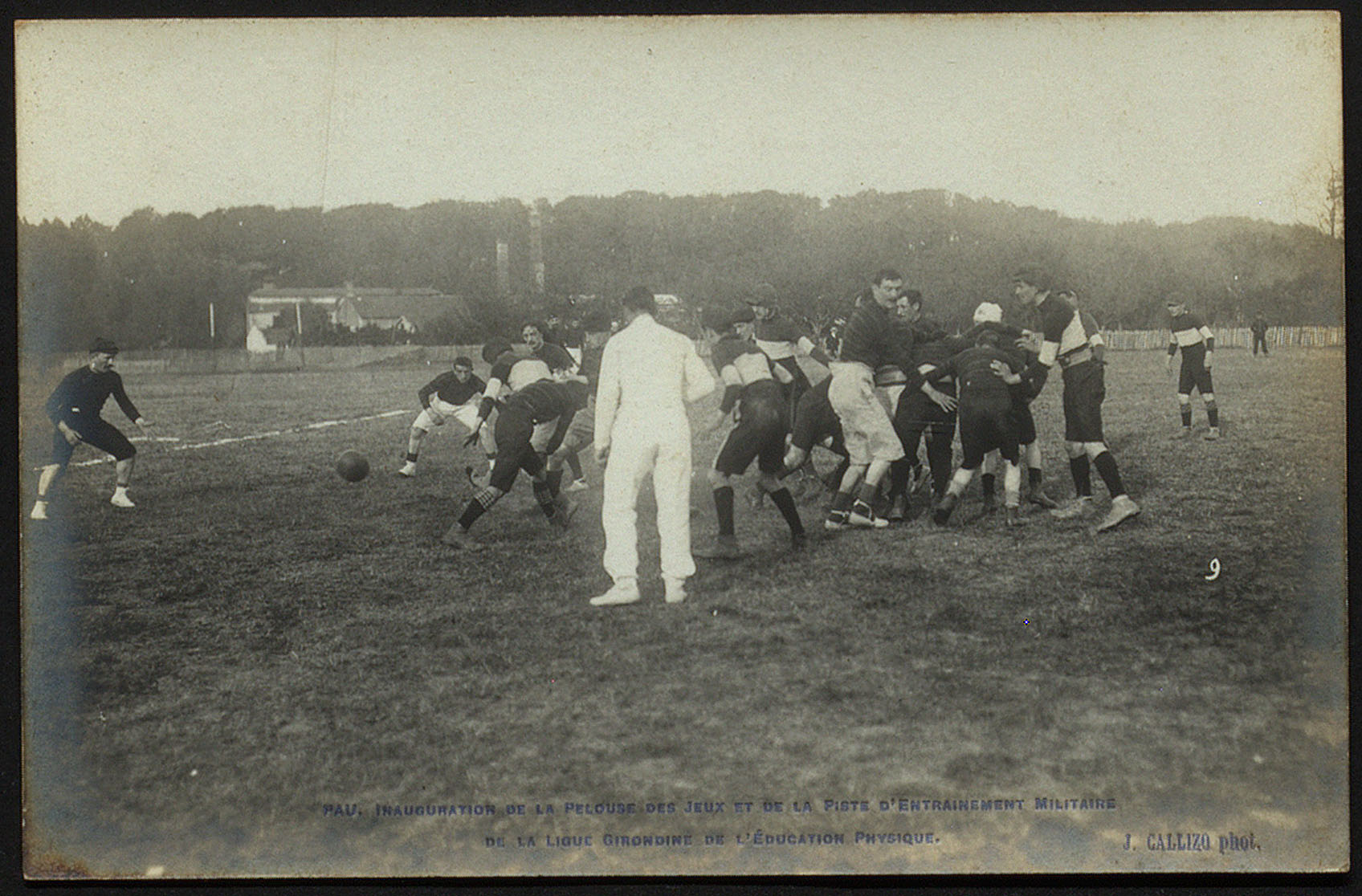
Inauguration du Champ Bourda à Pau avec une rencontre de barette, carte postale de 1901 d'après une photographie de Joseph Callizo et éditée par R. Guilleminot à Paris.

La barette aquitaine est un sport collectif, variante de la soule en beaucoup moins violente.
Philippe Tissié lui donne, d'ailleurs, les règles du rugby à XV à la fin du XIXe siècle, puis le développe à l'école en tant que jeux d'activité physique principalement en Aquitaine.

## Les origines
La barette tire ses origines de plusieurs sports.
Dans l'Antiquité, certains proposent une origine remontant aux Grecs avec le jeu de la phéninde ou aporrhaxis, d’autres préfèrent attribuer les origines du rugby aux Romains qui pratiquaient le harpastum. Ces deux jeux se pratiquaient avec une balle qu’on lançait à la main.
Au Moyen-Âge, le jeu de la soule est fréquemment évoqué comme étant l’ancêtre du rugby. Sa pratique est attestée dès le 12e siècle. Les grandes foires d’essence religieuse réunissaient activités spirituelles, commerciales et culturelles, les lendits rassemblaient une foule fervente et bigarrée, badant volontiers autour des démonstrations de performances physiques, exercices de force, de souplesse, de jonglerie, qui animaient l’endroit. Perdus au fil des siècles, les lendits furent remis à l’honneur à la fin du XIXe siècle, avec une orientation résolument sportive.

### Barette aquitaine
La barette aquitaine voyait s'affronter deux villages dans ce jeu collectif violent où tous les coups étaient permis, cause de nombreux « accidents ». Certains y voyaient l’occasion de régler leurs comptes en toute impunité voire de se débarrasser discrètement d’un ennemi de longue date. Le nombre de participants pouvait parfois atteindre plusieurs centaines de personnes !
Alors que le football-rugby fait ses premiers pas en France, un petit groupe amené par le Philippe Tissié tente de faire émerger une version nationale de ce jeu: la barette.
Entre 1888 et 1935, Philippe Tissié, un des premiers neuropsychiatres de France, surnommé le Ling Français en référence à l’inventeur de la méthode suédoise d’éducation physique, P.H. Ling, multiplie les expériences pédagogiques dans le Sud-Ouest  afin de mettre un terme à la  dégénérescence de la jeunesse, théorie en vogue à l'époque. Nombreux sont ceux qui, outre la gymnastique déjà implantée, souhaitent importer en France les sports à la mode britannique. Grâce à ses initiatives menées avec la société médicale de Pau au sein de sa clinique de « psycho-dynamie », Tissié élabore une conception à la française d’une éducation physique patriotique et républicaine, dont la principale finalité demeure la défense de la « Terre de France ». 
Pierre de Coubertin en est la figure la plus célèbre. 
La barette est l’ancêtre du rugby dit « à toucher », une version plus douce du jeu de rugby. La presse parle de football atténué. Les deux sports restent très proches néanmoins et les anciens joueurs de barette s’adapteront facilement au rugby et au jeu de mouvement appelé French Flair.
Tissié préside successivement la Ligue girondine d’éducation physique (LGEP), puis la Ligue française d’éducation physique (LFEP) reprend le mot lendit pour l'appliquer à des joutes scolaires où se mesurent les équipes des lycées et collèges du Sud-Ouest.
La barette semble s’installer dans le milieu scolaire à la fin du XIXe siècle, principalement du côté de Paris (École Monge, Lycée Janson de Sailly, Lycée de Vincennes, etc.) et dans l’Est (Reims, Charleville), mais aussi dans le Sud. 
Toutefois, la barette étant un jeu exclusivement pratiqué en France, aucun match international n’est possible freinant ainsi sa diffusion hors des frontières nationales. Ces matches sont d’ailleurs jugées « inutiles » et « indésirables » par la Ligue. Toutefois, l'attrait du rugby, avec la création du Championnat de France dès 1892 et l’action de propagande de l’Union enracinent encore davantage le rugby et interdisent tout réel développement de la Barette, à l’exception du Sud-Ouest et grâce à l’investissement personnel du Dr Tissié.
Fondé en 1889, le Stade bordelais éclipse d’abord à Bordeaux cette version atténuée du jeu, puis rapidement dans sa vague, c’est toute l’aquitaine qui abandonne le jeu du Dr Tissié. Sans doute parmi les derniers croyants, la Section paloise met un terme à ce chapitre de son histoire en 1905, après avoir absorbé le Stade palois, club destiné à la pratique du rugby-football, se consacrant uniquement au rugby à XV.
En 1903, le ministère de l’Instruction Publique interdit les Lendits, rendant à peu près caduque sa Ligue Girondine. En 1907, le Dr Tissié créera sur ses décombres la Ligue Française de l’Éducation Physique dans laquelle il retrouvera ses amours de jeunesse pour la gymnastique suédoise. Cette association survivra jusqu’à nous sous le nom désormais de Fédération française d'éducation physique et de gymnastique volontaire qui compte plus de 500 000 licenciés.

## Règles et spécificités de jeu

### Barette
La barette, nom du ballon éponyme, est de forme ovoïde et d’environ trente centimètres de long sur vingt de large, constituée d'une vessie de caoutchouc couverte d’une forte gaine de cuir. La vessie bien gonflée est bien fermée et la gaine solidement cousue au point de sellier et lacée sur le côté. Une barette bien conditionnée coûte une dizaine de francs. 

### Terrain
Le meilleur terrain de jeu est une grande pelouse ou prairie à même de résister aux 20 joueurs de cent cinquante mètres a minima, par cinquante à soixante de large.
Sur ce terrain, on délimite avec quatre piquets un quadrilatère aussi grand que possible.

### Règles
De nombreuses règles du football-rugby sont amendées pour faire de la barette un jeu moins violent.
La plus importante différence est que le plaquage n'est pas autorisé. Pour arrêter le joueur qui porte le ballon, il suffit de toucher le ballon (la barette) et de crier « touché ». Le jeu s’arrête alors et une mêlée (un cercle) se forme. C’était très exactement l’ancêtre du rugby dit « à toucher », une version moins violente et plus douce du rugby. La presse parle de football atténué. Les deux sports restent très proches néanmoins et les anciens joueurs de barette s’adapteront facilement au rugby et au jeu de mouvement appelé French Flair.